# Municipio de Ozuluama de Mascareñas
El municipio de Ozuluama de Mascareñas es uno de los 212 municipios del estado mexicano de Veracruz. Su cabecera es la localidad de Ozuluama de Mascareñas. Tiene su ubicación en la región Huasteca Alta del Estado. Sus coordenadas son 21°40’ latitud norte, longitud oeste de 97°51’ y cuenta con una altura de 150 m s. n. m..

El municipio lo conforman 19 congregaciones, 4 cuarteles y una cabecera. Cuenta con 1646 localidades en las cuales habitan 23.190 personas.

## Límites
El municipio tiene una superficie de 2,391.11 km.2, cifra que representa un 3.33% total del Estado, ubicado dentro de la parte llana de la Huasteca, siendo su suelo de extensas llanuras con algunos conjuntos de lomeríos.
- Norte: Tampico Alto.
- Sur: Citlaltépetl, Chontla, Tantima y Tamalín.
- Este: Golfo de México.
- Oeste: Pánuco, Tantoyuca y Tempoal.

## Nomenclatura
La palabra que le dio el nombre al municipio, tiene su origen en las voces Huastecas “pazuum” que significa “tigre” y “chuc” árbol, por lo que su significado figurado: “tigre sobre un higuerón”, más tarde fue conquistada por los aztecas y su nombre fue traducido al Náhuatl quedando “ocelotl-amatl”, términos que fueron sufriendo cambios en su estructura a la llegada de los conquistadores “Ocelomatl”, “Oceloma” hasta quedar finalmente “Ozuluama”. Toponiamia: del náhuatl, Ocelo-ama-c: “En la higuera o amate de tigre”.

## Clima
El clima de este municipio es cálido-extremoso, con una temperatura de 23.5 °C, las lluvias son abundantes en el periodo de junio a septiembre y con menor intensidad el resto del año.

## Cultura
- Fiestas patronales: Expo Feria Ozuluama. Se celebra del 15 al 23 de marzo, las fiestas religiosa en honor a San José (19 de marzo), en esta misma feria se realiza la feria industrial, comercial, artesanal y ganadera de dicho municipio, con una duración de nueve días.

- Schul (Chul, Shul): Chul es el nombre con el que se conoce a la "danza tradicional" que se ejecuta por danzantes no profesionales.

Cuenta la leyenda que las tribus aztecas comandadas por Pailón Quill al situarse en el "cerro del vichin" se dedicaron principalmente a la agricultura (maíz, yuca, jícama, chile, frijol, etc.)
La tierra fértil y generosa por naturaleza hacia el mes de agosto prometía abundante cosecha y alrededor del 15 de agosto los danzantes manifestaban con los ritmos y evoluciones su gratitud hacia la diosa del maíz "Ixtlizentli" por haberles concedido la gracia de la cosecha.
El Chul también es expresión de arrestos guerreros porque los huastecos sufrieron invasiones de tribus vecinas y fueron conquistados por el rey poeta Nezahualcóyotl.
La Fiesta comienza con una ceremonia ritual "la llegada" donde los danzantes guardan el más acendrado reconocimiento, se bailan sones que expresan quejas por los daños que los animales causaban a las milpas. "el mapache", "el tejón", "el guajolote", "el pajarito tordo", "el chivo", etc. pero también se ejecutan sones de tipo social y guerrero "la leva", "la guerra", "la pachanga" entre otros.
Vino la conquista española y sucedieron muy significativos cambios en las costumbres y en los ritos ya que en lugar de la religión idólatra les inculcaron la religión católica, en lugar de la diosa Ixtlizentli a la Virgen de la asunción de María. Los instrumentos musicales el huehuetl, teponaxtli y la chirimía fueron sustituidos por la guitarra, la jarana y el violín. La vistosa túnica por el rebozo, el tapabalazo por el paliacate prendido a la cintura. El turbante de plumas por uno de cartón adornado con papel de colores y espejos.
El guaje o guaxin, nombre que sirvió de origen a la huasteca, significa el arma guerrera y la palmeta, el escudo defensorio. El chulero lleva sobre su cabeza un turbante que tiene cinco puntas, en la punta del centro lleva una estrella de cinco picos. 
posteriormente se agregó un ritual que llamaron "la muerte y el comanche" que representa el bien y el mal donde al ritmo de los danzantes una persona vestida de muerte (el mal) portando una escoba se enfrentaba a otra vestida de "comanche" (el bien) armado con una carabina los cuales bailan con movimientos exagerados y chuscos entre el público presente simulando la lucha donde al final se impone el comanche matando de un balazo a la muerte triunfando el bien sobre el mal.
- Día de muertos: el día 31 de octubre, según la creencia bajan del cielo las almas de los niños fallecidos como angelitos a disfrutar de la ofrenda. Los días 1 y 2 de noviembre, por tradición se festeja a los fieles difuntos, se hacen altares y ofrendas elaboradas en casa con especial cuidado; chocolate, atole, tamales de queso, de calabaza, de frijol de chivo, conservas de cahuayote, calabaza, icaco, papaya, pemoles, pan de muerto y fruta de la época que produce la región como: limas, naranjas, caña, limones dulces, mandarinas, etc. Es decir todo aquello que les apetecía en vida. Al atardecer principian los rezos a la Virgen María, mismos que acompañan con hermosas alabanzas.

## Himno
El Himno de Ozuluama de Mascareñas, Veracruz, fue escrito por los hermanos Noé Adonai y Acteón Roberto Martínez Berman, oriundos de ese lugar.

## Política
El gobierno del municipio de Ozuluama está a cargo de su Ayuntamiento, que es electo mediante voto universal, directo y secreto para un periodo de tres años que no son renovables para el periodo inmediato posterior pero si forma no continua, está integrado por el presidente municipal, un síndico único y el cabildo conformado por tres regidores, dos electos por mayoría relativa y uno por el principio de representación proporcional. Todos entran a ejercer su cargo el día 1 de enero del año siguiente a su elección.

### Representación legislativa
Para la elección de Diputados locales al Congreso de Veracruz y de Diputados federales al Congreso de la Unión, el municipio de Ozuluama se encuentra integrado en los siguientes distritos electorales:
Legislador Local:
- I Distrito Electoral Local de Veracruz con cabecera en la ciudad de Pánuco.[6]
- (2021 - 2024): Fernando Cervantes Cruz

Legislador Federal:
- I Distrito Electoral Federal de Veracruz con cabecera en la ciudad de Pánuco.[7]
- (2021 - 2024): Armando Antonio Gómez Betancourt

### Presidentes municipales
- (1920 - 1921):Rosendo Berman Mar
- (1923 - 1924):Abraham Gallardo González
- (1925 - 1926):Próspero Peralta Alvarado
- (1927 - 1928):Dimas Margarito Barrios Del Ángel
- (1930 - 1931):Ezequiel Fernández Cruz
- (1932 - 1932):Tomas Antonio Betancourt Betancourt
- (1932 - 1933):Gonzalo Lugo Ruiz
- (1934 - 1935):Abraham Gallardo González
- (1936 - 1937):Cuahuctemoc  C. Ostos Zavala
- (1938 - 1939):Fernando Torres
- (1940 - 1941):Benjamin García Del Ángel
- (1942 - 1943):Artemio San Martin Sánchez
- (1944 - 1946):Gonzalo Lugo Ruiz
- (1947 - 1949):Antonio Del Ángel Ruiz
- (1950 - 1952):Tomas Berman Pérez
- (1953 - 1955):Benjamín García Del Ángel
- (1956 - 1958):Silvestre H. Del Ángel Mar
- (1959 - 1961):Q.F.B Sara García Iglesias
- (1962 - 1964):Jose Ramón García Del Ángel
- (1965 - 1965):Jaime A. Gómez González
- (1965 - 1967):Ernesto León González
- (1968 - 1970):Francisco Zaleta Hernández
- (1971 - 1973):Silvino del Ángel González
- (1974 - 1976):Hermilo Calles Del Ángel
- (1977 - 1979):Haniel Uziel González Osorio
- (1980 - 1982):Jaime Pedro Montell Garciglesias
- (1983 - 1985):Joaquin Moxica Olea
- (1986 - 1988):Ruben Hernández San Martin
- (1989 - 1991):Daniel Alvarado Delgado
- (1992 - 1994): Amado Pecero Ríos
- (1995 - 1997): Arturo Hernández San Martín
- (1998 - 2000): José Guadalupe Calles Del Ángel
- (2001 - 2004): Oscar Pulido Ramírez
- (2005 - 2007): Gil Sobrevilla Ramírez
- (2008 - 2010): Iván Noé Villegas Arévalo
- (2011 - 2013): Noé Hazael Villegas Arévalo
- (2014 - 2017): Salvador Calles Ramírez
- (2018 - 2021): Armando Antonio Gómez Betancourt
- (2021): Daniela Sosa Sosa (interino)
- (2022-2025) Agustin Ramos Hernández

## Monumentos históricos
- Zona arqueológica de Cebadilla.
- Monumento en honor al coronel Francisco Esteban Mascareñas.
- Monumento en honor al Lic. Benito Juárez García.
- Mural que representa la fundación de Ozuluama, ubicado en el Palacio Municipal.
- Monumento en honor al Gobernador Teodoro A. Dehesa.
- Escuela Cantonal "Miguel Hidalgo" fundada en 1908, en la cabecera municipal.
- Tumbas en bóvedas destinadas para nobles en el panteón municipal.